# الحرب البولندية البوهيمية (1345 – 1348)
الحرب البولندية البوهيمية أو الحرب البولندية التشيكية، هي حرب نشبت بين مملكة بوهيميا تحت حكم جون بوهيميا ومملكة بولندا تحت حكم كاسيمير الثالث الأكبر بين عامي 1345 و 1348. بعد القتال في سيليزيا وبولندا الصغرى، تقدم الجيش البوهيمي على سيليزيا وبولندا الصغرى في عام 1345، بما في ذلك العاصمة البولندية كراكوف. وُقعت اتفاقية الهدنة في وقت لاحق من ذلك العام وصمدت حتى عام 1348 ، عندما استؤنفت الأعمال العدائية. على الرغم من أن بولندا كانت تتمتع بميزة عسكرية طفيفة، إلا أن الحرب انتهت بمعاهدة ناميسلو الموقعة في نوفمبر من العام 1348. لم تحدث أية تغييرات إقليمية. تخلى البولنديون عن مطالباتهم بحكم سيليسيا، بينما تنازل البوهيميون عن مطالباتهم بالعرش البولندي.

## معلومات عامة
تقاتلت مملكتا بوهيميا وبولندا على الأراضي الحدودية من قبل وقد بدأت جولات قتالهم منذ العام 990 على الأقل. في عام 1327، داهم جون من بوهيميا سيليزيا وبولندا الصغرى ووصل إلى العاصمة البولندية كراكوف. كانت سيليزيا على وجه الخصوص، وهي المدينة المقسمة إلى العديد من دوقيات سيليزيا بعد تفتيت بولندا، هدفًا للتوسع البوهيمي. كان الملك البولندي كازيمير العظيم قد اعترف بالفعل بالسيطرة البوهيمية على سيليزيا في معاهدة ترينتشين الموقعة عام 1335. لكن لم تكن بولندا ولا بوهيميا راضية عن الوضع الراهن، فتغيّرت الحدود كل بضع سنوات إما نتيجة للمفاوضات الدبلوماسية أو للمواجهات العسكرية الصغيرة.

## الحرب
كان سجن البلونديين لتشارلز، ابن جون، السبب المباشر للحرب بين المملكتين. على الرغم من أنه قد أطلق سراحه خلال وقت قصير، إلا أن الحادثة اعطت البوهيميين ذريعة لشنّ عملية عسكرية أكثر شمولاً ضد بولندا. تقدم الجيش البولندي، بقيادة الملك وبمساعدة الوحدات الليتوانية، على الأراضي الحدودية في دوقية تروبو، واستولى على مدينتي بسزكينا وريبنيك، لكن تقدم جون من بوهيميا توقّف في معسكر عسكري بالقرب من وودزيتساو. في مواجهة هجوم بوهيمي مضاد، تراجع البولنديون إلى كراكوف. حاصر الجيش البوهيمي كراكوف دون أي جدوى (من 12 إلى 20 يوليو 1345 تقريبًا)، وعانى من المزيد من الهزائم في معركة ليلوف ومعركة بوجو. وُقّع على هدنة في وقت لاحق من ذلك العام، وسرعان ما وجد البوهيميون أنفسهم في وضع أقوى بكثير من ذي قبل، إذ انتُخب تشارلز إمبراطورًا رومانيًاً في عام 1346.
تجدد القتال في ربيع / صيف العام 1348، مع اندلاع الاشتباكات بالقرب من فروتسواف (بريسلاو). من خلال الاشتباكات التي لم تكن حاسمة، أوحتى مواتية للجانب البولندي، قرر الجانبان تسوية القضية من خلال الدبلوماسية، والتركيز على المزيد من التهديدات الأخرى التي يواجهها كل منهما (مثل تهديد الفرسالن التوتونيون الذي واجهته بولندا).

## آثارها
انتهت الحرب بمعاهدة ناميسو الموقعة في 22 نوفمبر 1348، والتي تخلى بموجبها البولنديون عن مطالباتهم بسيليزيا (لا تحتوي الوثائق على ذكر واضح بهذا المعنى ولكنها فسرها المؤرخون اللاحقون بهذا المعنى، بما أنها تركت معظم سيليسيا تحت السيطرة القانونية للبوهيميين)، وتنازل البوهيميون عن مطالباتهم بالعرش البولندي. لم تحدث تغييرات إقليمية. عززت هذه المعاهدة السيطرة البوهيمية على معظم سيليزيا.